# 丑陋的日本人
《醜陋的日本人》（日语：みにくい日本人―太陽の国・ペルーからの報告）是日本天體物理學家高桥敷於1970年的完成的著作，為一部分析與批判日本民族性的作品。初版於1970年由原書房出版，簡體中文版於2008年由古吴轩出版社出版。

## 簡介
高桥敷以其在南美洲生活八年的见闻和感受，揭露生活在日本本土的日本人的种种弊端。高桥敷以他的亲身经历为线索，用强烈的对比手法，揭示日本人在思想观念、社交礼仪、衣食住行、性格气质、工作态度、性别意识等方面的种种弊端。1970年此书初版时在日本国内引起轰动、但也受到非难，高桥敷数度隐姓埋名。当时力荐此书的京都大学教授会田雄次评价此书是“不断撞击与刺痛读者心灵的一本书”，是“谋求新的发展的日本人最值得阅读并且应该铭刻于心的文章”。